# 提堤俄斯

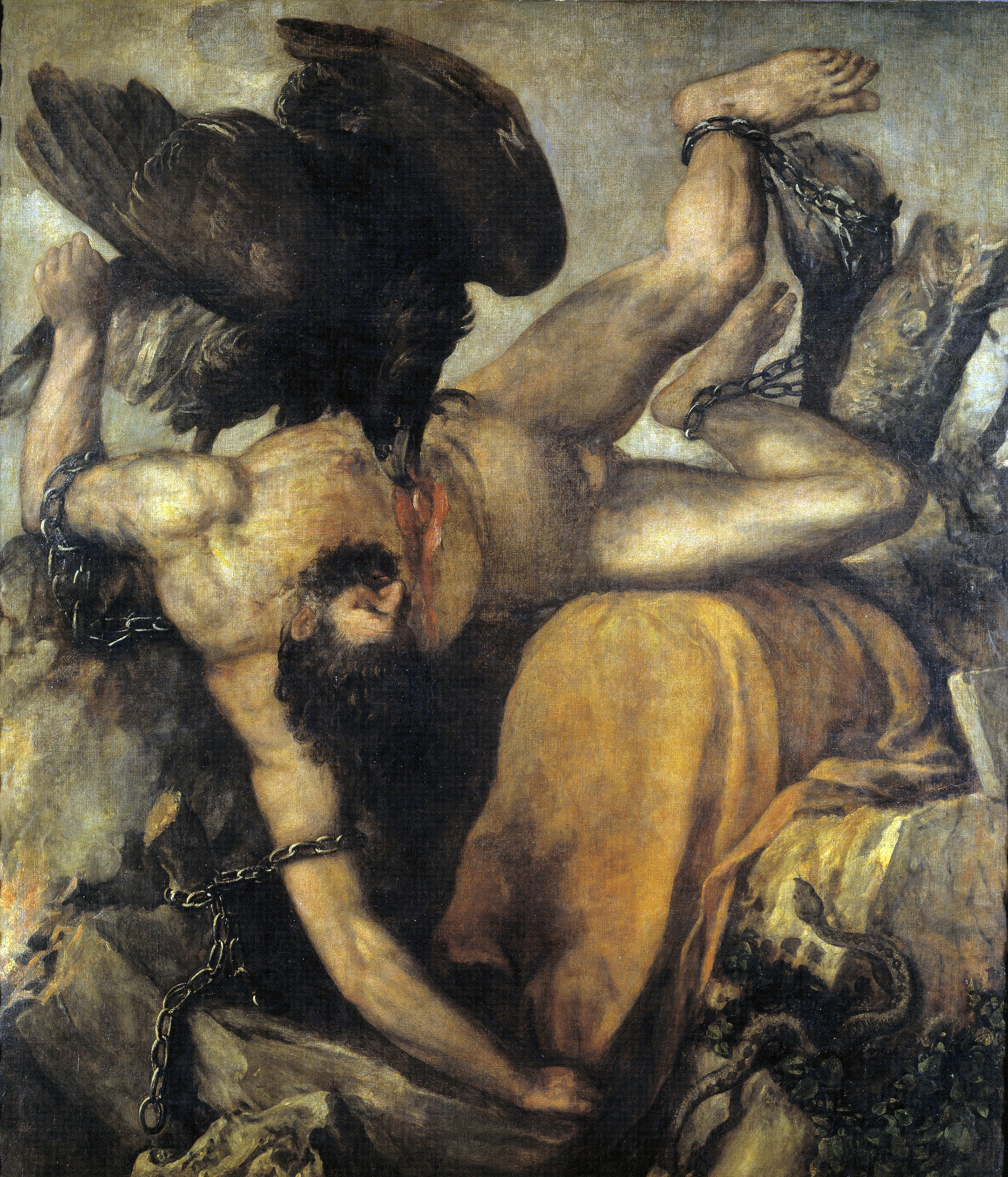
巨鹰啄食提堤俄斯，作者为提香

提堤俄斯（希臘語：Τιτυός）希腊神话中的巨人（一种说法认为他是地神）。

### 出生
按照伪阿波洛多罗斯在《书库》中的说法，提堤俄斯是宙斯与凡人少女厄拉拉所生；而荷马在《奥德修纪》中则说他的母亲是该亚。
宙斯为了不让赫拉发现他和人类女性偷情而把厄拉拉藏到了地下，提堤俄斯就出生在那里（也有可能提堤俄斯为该亚所生的说法是从这里来的）。提堤俄斯是一个生长得极快的怪物，以至于他撕裂了母亲的子宫。
提堤俄斯对提坦女神勒托产生了强烈的情欲，并企图强奸她，因而被她的孩子阿波罗和阿耳忒弥斯杀死。据说，提堤俄斯会迷上勒托是由于赫拉的诅咒。提堤俄斯在死后被打入冥界，在那里有两只巨鹰不停地啄食他的内脏。
在癸干忒斯中也有一人叫提堤俄斯，此人在癸干忒斯战争中被勒托杀死。

## 资料来源
- 《世界神话辞典》，辽宁人民出版社，ISBN 7-205-00960-X
- 《神话辞典》，（苏联）M·H·鲍特文尼克等，统一书号：2017·304
- Jane Ellen Harrison，Prolegomena to the Study of Greek Religion，pp 336f